# Deaflympics d'hiver de 1955
Le Deaflympics d'hiver de 1955, officiellement appelés les 3e Deaflympics d'hiver, a lieu le 10 février 1955 au 13 février 1955 à Oberammergau, en Allemagne. Les Jeux rassemblent 59 athlètes de 8 pays. Ils participent dans un seul sports et quatre disciplines qui regroupent un total de onze épreuves officielles, soit deux de plus qu'en 1953. Les nouveaux participants sont le France et l'Italie. L'équipe de Norvège a remporté les Deaflympics d'hiver de 1955.

## Sport

### Sports individuels
- Combiné nordique
- Ski Combiné
- Ski Descente
- Ski de fond
- Saut à ski
- Ski slalom

### Sports en équipe
- Ski de fond Relais

## Pays participants
- Allemagne
- Autriche
- Finlande
- France
- Italie
- Norvège
- Suède
- Suisse

## Compétition

### Tableau des médailles
- Pays organisateur (Allemagne)

| Rang   | Nation    | Or | Argent | Bronze | Total |
| ------ | --------- | -- | ------ | ------ | ----- |
| 1      | Norvège   | 10 | 6      | 4      | 20    |
| 2      | Autriche  | 1  | 1      | 0      | 2     |
| 3      | Allemagne | 0  | 1      | 3      | 4     |
| 4      | Finlande  | 0  | 2      | 2      | 4     |
| 5      | Suède     | 0  | 1      | 1      | 2     |
| 6      | Suisse    | 0  | 0      | 0      | 0     |
| 6      | France    | 0  | 0      | 0      | 0     |
| 6      | Italie    | 0  | 0      | 0      | 0     |
| Total: | Total:    | 11 | 11     | 10     | 32    |

### La France aux Deaflympics
Il s'agit de sa première participation aux Deaflympics d'hiver. Avec un total de 6 athlètes français, la France ne remporta aucune médaille.